# Acacia bahiensis
Acacia bahiensis é uma espécie de leguminosa do gênero Acacia, pertencente à família Fabaceae.